# Dragan Holcer
Dragan Holcer (Berggießhübel-Zwiesel, 19 januari 1945 – Split, 23 september 2015) was een Joegoslavisch voetballer.

## Voetbalcarrière
Holcer werd geboren in nazi-Duitsland in een kamp. Zijn vader Franc Holcer en moeder Ida Orelli woonden oorspronkelijk in Niš. Vader vocht tijdens de Tweede Wereldoorlog voor de Partizanen en sneuvelde, de zwangere moeder werd met haar dochters vastgezet in een kamp in Zwiesel, waar Dragan werd geboren.
Na de oorlog groeide hij op in Niš en in 1963 werd hij voetballer bij FK Radnički Niš. Hij speelde tot 1967 96 duels en maakte 8 keer een doelpunt.
Holcer werd geselecteerd voor het Joegoslavisch voetbalelftal en kwam 52 keer uit voor zijn land. Zijn debuut voor de nationale ploeg was op 19 september 1965 in en tegen Luxemburg (2-5 zege). Hij speelde drie keer tegen Oranje: op 1 november 1967 in Rotterdam won hij met 1-2 tegen spelers als Johan Cruijff en Sjaak Swart. In de 18e minuut van dat duel kreeg Piet Keizer al rood. Op 11 oktober 1970 speelde hij opnieuw in De Kuip tegen Nederland (1-1) en op 4 april 1971 in het Plinara Stadion in Split won zijn ploeg met 2-0 van Nederland met Willem van Hanegem als aanvoerder. Ook op het EK voetbal 1968 speelde hij mee. Engeland werd verslagen, maar in de finale was Italië te sterk. Zijn laatste interland was op 17 april 1974 tegen de Sovjet-Unie thuis: (0-1).
De meeste wedstrijden speelde Holcer echter voor HNK Hajduk Split, van 1967–1975 215 wedstrijden, de verdediger scoorde niet, maar werd wel een held in Split. Daarna ging hij voor het "grote geld" naar VfB Stuttgart, dat speelde in de tweede Bundesliga. Hij promoveerde met hen naar de hoogste Bundesliga. Hij speelde daar van 1975 tot 1981 179 wedstrijden en maakte 2 doelpunten. Daarna sloot hij zijn loopbaan af bij FC Schalke 04 in de tweede Bundesliga. In zijn laatste jaar kwam hij maar 12 keer in het veld.